# Gut Nienrode
Das Gut Nienrode gehört zum Stadtteil Ohlendorf in der kreisfreien Stadt Salzgitter in Niedersachsen.
Die Siedlung besteht aus der Hofanlage und einigen südöstlich davon liegenden Funktions- und Wohngebäuden. Sie liegt im Südosten der Stadt Salzgitter an der Kreisstraße von Ohlendorf nach Gielde, etwa zwei Kilometer südöstlich von Salzgitter-Ohlendorf und einen Kilometer südöstlich der ebenfalls zu Ohlendorf gehörenden Schachtsiedlung.

## Ortsname
Das Dorf wurde erstmals 1191 in einer von Bischof Berno von Hildesheim bestätigten Verkaufsurkunde unter dem Namen villa nigenroth erwähnt. Weitere Nennungen des Ortes sind von 1194 als Nienroth, 1311 als Nigenrode und 1345 als Nigenrod bekannt. 1224/1345 erscheint auch erstmals die heutige Schreibweise Nienrode. Der Name wird von dem Begriff „neue Rodung“ abgeleitet, wobei sich das „neu“ auf das etwa 1,5 km entfernt liegende ältere Gut Altenrode bezieht, das seit dem 14. Jahrhundert ein Vorwerk des Klosters Heiningen war.

## Geschichte
Das Grundwort „rode“ des Ortsnamens lässt auf eine Gründung im 9. Jahrhundert schließen. Der Ort gehörte im Mittelalter zum Leraga (auch Leragau oder Liergau genannt) und nach 815 zum Hochstift Hildesheim. Nach dessen Neuordnung gehörte der Ort ab Mitte des 14. Jahrhunderts zum Amt Liebenburg. Zwischen 1523 (Ende der Hildesheimer Stiftsfehde) und 1643 gehörte der Ort zum Herzogtum Braunschweig, danach wurde das Gebiet wieder Hildesheim zugesprochen. 1802 fiel das Bistum Hildesheim an Preußen. Durch den Wiener Kongress wurde 1815 das Königreich Hannover geschaffen, dem die Gebiete des ehemaligen Bistums Hildesheim zugeordnet wurden. 1866 fiel Hannover an Preußen. Nach der Gründung des Landkreises Goslar gehörte das Gut diesem als eigenständige Ortschaft an. 1928 wurde Nienrode nach Ohlendorf eingemeindet, das am 1. April 1942 zu einem Stadtteil des heutigen Salzgitter wurde.
In der ersten Zeit war Nienrode eine dörfliche Siedlung. Darauf deutet auch der damalige Name villa nigenroth hin. Zu den Grundherren zählten verschiedene Familien aus der Region, so z. B. die Herren von Mahner, die Herren von Burgdorf und die Herren von Ohlendorf. Ab 1190 begann das nahegelegene Augustinerinnenkloster Dorstedt (1189 gegründet), Teile von Nienrode zu erwerben. Dieser Prozess war spätestens 1345 abgeschlossen, so dass sich danach der gesamte Landbesitz Nienrodes im Besitz des Klosters Dorstadt befand, dessen Laienbrüder auch die Bewirtschaftung des Gutes übernahmen.
Die kirchlichen Pfarrrechte von Nienrode hatte das Kloster Dorstadt schon 1316 erworben und errichtete hier bis 1322 eine Kapelle. Über die weitere Geschichte dieser Kapelle ist nichts überliefert, es gibt lediglich eine Notiz von 1614, nach der es zu dieser Zeit keine Kapelle mehr gab.
Zur Mitte des 15. Jahrhunderts geriet das Kloster Dorstadt in wirtschaftliche Schwierigkeiten, die zu einer Verpfändung des Vorwerks Nienrode führten. Als erster Pächter ist 1459 der Erbschenk des Bischofs, Asche von Cramme, bezeugt. Ab 1480 wurde das Gut erstmals an die Familie von Schwicheldt vermeiert, die das Gut mit einigen Unterbrechungen bis 1717 bewirtschaftete. Danach betrieb das Kloster Dorstadt das Gut wieder in Eigenwirtschaft. In der Folgezeit wurde vom Propst Franziskus Vogt (1743–1754) das heute noch vorhandene zweigeschössige Wohnhaus in Fachwerkbauweise mit Mansarddach errichtet. Aus der Amtszeit des Propstes Johannes Schübeler (1792–1808) wird berichtet, dass in dieser Zeit eine Scheune, ein Badehaus und mehrere Ställe errichtet wurden. Um diese Zeit (1801) gehörten zum Gut 459 Morgen Land und neun Morgen Wiesen.
In der Zeit der Napoleonischen Herrschaft (1807–1813) wurde das Kloster Dorstadt säkularisiert, seine Besitztümer wurden eingezogen und anschließend verkauft. 1811 erwarb eine Hildesheimer Handelsfamilie das Gut Nienrode, deren Nachkommen das Gut auch heute noch bewirtschaften. Die Familie errichtete 1839 eine Ziegelei und 1857 für deren Arbeiter ein Wohnhaus. Wie lange die Ziegelei betrieben wurde, ist nicht bekannt. In den 1890er Jahren wurden eine neue Scheune und Ställe erbaut und um 1900 neue Wohnhäuser für die Mitarbeiter des Gutes.
Nachdem das Gut Nienrode seit 1913 kirchlich zu Ohlendorf gehört hatte, wurde es 1928 nach Ohlendorf eingemeindet und gehört heute somit zur Stadt Salzgitter.